# مرء
مرء في اللغة العربية تعنى ما يطلق عليه في العربية الحديثة رجل.
هي مضاد كلمة امرأة أو مذكر كلمة امرأة بمعنى آخر.

## تأتي بأشكال أخرى
- امرؤ عندما تكون الهمزة مضمومة.
- امرأ عندما تكون الهمزة مفتوحة.
- امرئ عندما تكون الهمزة مكسورة.
- إضافة الألف في البداية هي مثلها مثل إضافة الألف لكلمة بن عندما نقول ابن وهكذا.[1]